# Fritz Fischer (Mediziner)

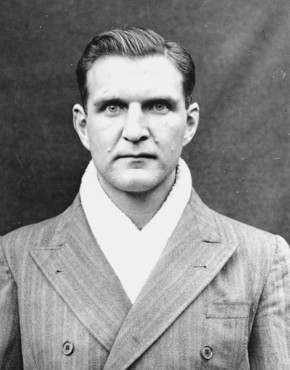
Fritz Fischer als Angeklagter in Nürnberg

Fritz Ernst Fischer (* 5. Oktober 1912 in Berlin-Tegel; † 2003 in Ingelheim am Rhein) war ein deutscher Chirurg und Sturmbannführer der SS. Er wurde in den Nürnberger Ärzteprozessen wegen Menschenversuchen im KZ Ravensbrück verurteilt.

## Leben
Vor seiner Karriere bei der SS war Fischer als Assistent von Berthold Ostertag am Berliner Rudolf-Virchow-Krankenhaus tätig. Er trat im Februar des Jahres 1934 der SS bei (SS-Nummer 203.578), beantragte am 7. Juli 1937 die Aufnahme in die NSDAP und wurde rückwirkend zum 1. Mai desselben Jahres aufgenommen (Mitgliedsnummer 4.945.298). Zwei Jahre später wurde er zur Waffen-SS versetzt und einem SS-Lazarett in Hohenlychen zugewiesen. Dort war er nach Erhalt seiner ärztlichen Approbation am 15. Januar 1938 und Promotion am 8. Juli 1938 an der Universität Hamburg Zur Frage der posttraumatischen Entstehung des Seminoms ab dem November 1939 als Assistenzarzt von Karl Gebhardt, dem späteren obersten Kliniker beim Reichsarzt SS Ernst-Robert Grawitz tätig. Im Juni des Jahres 1941 wechselte Fischer zum SS-Regiment Leibstandarte SS Adolf Hitler, kehrte aber bereits im selben Jahr nach Hohenlychen zurück. Im KZ Ravensbrück unternahm er verschiedene Sulfonamid-Experimente an den dort inhaftierten Frauen. Im Mai 1943 verließ er das KZ und ging an die Front. Nach einer Verwundung und der Amputation des rechten Armes (18. August 1944) wurde er im Dezember 1944 zunächst als Arzt an die Charité in Berlin berufen und kehrte im April 1945 erneut nach Hohenlychen zurück.
Fischer erhielt im Nürnberger Ärzteprozess am 20. August 1947 für seine Sulfonamid-Experimente sowie Versuche zur Knochen-, Muskel-, Nervenerneuerung und Knochenverpflanzung zunächst eine lebenslange Haftstrafe, sein Verteidiger dort war der spätere CSU-Politiker Alfred Seidl. Das Militärgerichtsurteil wurde am 31. Januar 1951 durch den amerikanischen Hochkommissar John Jay McCloy in 15 Jahre Haft umgewandelt. Am 1. April 1954 wurde Fischer vorzeitig aus dem Kriegsverbrechergefängnis Landsberg entlassen.
Er begann eine zweite Karriere als wissenschaftlicher Mitarbeiter beim Pharmaunternehmen Boehringer Ingelheim. Seine Taten rechtfertigte Fischer in einer Vernehmung aus dem Jahr 1946 wie folgt:
Ich bin während dieser Zeit Soldat gewesen, und zwar unter einem sehr hohen Chef, der als Persönlichkeit sehr stark war. Mir ist in einem klaren Befehlsempfang mitgeteilt worden, daß vom Staatsoberhaupt diese Versuche befohlen waren in einer dringlichen Frage der praktischen Medizin an der Front.
Fritz Fischer war verheiratet und hat drei Kinder, zwei Söhne und eine Tochter. Als er 2003 im Alter von 90 oder 91 Jahren starb, war er der letzte bekannte Überlebende der im Ärzteprozess angeklagten Personen.